# Herniaria fontanesii
Herniaria fontanesii är en nejlikväxtart. Herniaria fontanesii ingår i släktet knytlingar, och familjen nejlikväxter.

## Underarter
Arten delas in i följande underarter:
- H. f. almeriana
- H. f. bollei
- H. f. empedocleana
- H. f. fontanesii